# Энгль, Ольга
Ольга Энгль (нем. Olga Engl; 30 мая 1871, Прага — 21 сентября 1946, Берлин) — австро-немецкая актриса театра и кино, которая за время своей кинокарьеры сыграла около 200 ролей.

## Биография
Ольга Энгль выросла в урсулинском монастыре и получила уроки актёрского мастерства у Анны Версинг-Гауптманн в Пражской консерватории. В августе 1887 года дебютировала в роли Берты в спектакле по пьесе Фридриха Шиллера «Заговор Фиеско в Генуе» в Немецком театре в Праге.
В 1888 году она служила в городском театре в Данциге, а с 1889 по 1892 год выступала в театрах Берлина. С 1892 по 1895 год служила в Придворном театре в Мюнхене, с 1895 по 1897 год в гамбургском театре «Талия», с 1897 года — в Немецком театре в Ганновере.
В 1911 году дебютировала в кино в фильме «Приёмный ребенок». В 1913 году исполнила свою первую главную роль в биографическом фильме «Рихард Вагнер» Карла Фрёлиха. Впоследствии снималась в ролях второго плана у таких режиссёров, как Урбан Гад и Фредерик Цельник. Её партнёрами были Эмиль Яннингс, Альфред Абель и Лия Мара.
Пик её карьеры пришелся на 1920-е годы. Сыграла княгиню Щербацкую в экранизации 1920 года «Анна Каренина» режиссёра Фридриха Цельника, в 1922 году на исполнила одну из ролей в драме «Призрак» режиссёра Фридриха Вильгельма Мурнау.
С приходом звука в кино стала все реже появляться на экране, представ в амплуа гранд-дамы. Свою последнюю роль в кино исполнила в драме «Старая песня», которая вышла на экран в марте 1945 года.
Вплоть до самой смерти в 1946 году продолжала выступать в различных театрах Берлина.